# 31 (film)
31 – amerykańsko-brytyjski film fabularny z 2016 roku, którego reżyserem i scenarzystą jest Rob Zombie. W rolach przodujących wystąpili w nim Sheri Moon Zombie, Jeff Daniel Phillips, Malcolm McDowell, Meg Foster i Richard Brake. Jest to horror, którego bohaterowie – pracownicy wesołego miasteczka – zostają uprowadzeni i zmuszeni do wzięcia udziału w brutalnej grze o życie. Światowa premiera projektu odbyła się 23 stycznia 2016 w trakcie Sundance Film Festival. 16 września tego roku film miał premierę komercyjną na terenie Stanów Zjednoczonych. W Polsce stacja Cinemax wyemitowała obraz po raz pierwszy 31 marca 2017. Pomimo mieszanych recenzji krytyków, horror wyróżniono nominacjami do siedmiu nagród filmowych.

## Fabuła
Halloween. Piątka pracowników objazdowego wesołego miasteczka, wśród nich Charly, zostaje uprowadzona przez bandę zamaskowanych szaleńców. Na zamkniętym terenie znanym jako Murder World stają do walki o przetrwanie: przez dwanaście godzin mają odpierać ataki psychopatycznych porywaczy. Jeśli przeżyją, zostaną wypuszczeni na wolność.

## Obsada
- Sheri Moon Zombie – Charly
- Meg Foster – Venus Virgo
- Richard Brake – Doom-Head
- Jeff Daniel Phillips – Roscoe Pepper
- Malcolm McDowell – Ojciec Napoleon-Horatio-Silas Murder
- Lawrence Hilton-Jacobs – Panda Thomas
- Kevin Jackson – Levon Wally
- Jane Carr – Siostra Serpent
- Judy Geeson – Siostra Dragon
- Pancho Moler – Sick-Head
- David Ury – Schizo-Head
- Lew Temple – Psycho-Head
- Torsten Voges – Death-Head
- Elizabeth Daily – Sex-Head
- Daniel Roebuck – pastor Victor
- Ginger Lynn – Cherry Bomb
- Tracey Walter – Lucky Leo
- Michael „Red Bone” Alcott – Fat Randy Bumpagussy
- Esperanza America – Snoopy
- Andrea Dora – Trixie

## Produkcja
Rob Zombie poinformował o planach nakręcenia filmu w maju 2014 roku, za pośrednictwem teaserowego plakatu, przedstawiającego zakrwawioną maskę klauna i liczbę 31 oraz opatrzonego zdaniem „a Rob Zombie film”. Mass media spekulowały, jakoby nadchodzący projekt miał się okazać sequelem lub prequelem horrorów Dom tysiąca trupów (2003) i Bękarty diabła (2005), a ich główny antagonista, Kapitan Spaulding (Sid Haig) zostałby bohaterem filmu. Według innych sugestii, 31 ogniskowałby się losach seryjnego mordercy Johna Wayn’ea Gacy’ego lub stanowiłby kontynuację Halloween II (2009). Zombie zaprzeczył tym pogłoskom, ujawniając, że jego najnowszy film oparty jest na oryginalnym pomyśle; wyjaśnił też etymologię tytułu, który stanowi odwołanie do dnia 31 października – święta halloween. W lipcu, na łamach czasopisma Entertainment Weekly, reżyser zdradził główne założenia fabularne szykowanego obrazu: okazało się, że fabuła filmu skupi się na piątce ludzi, którzy zmuszeni są do wzięcia udziału w makabrycznej grze. Dziennikarz Jake Perlman okrzyknął wówczas 31 mianem „killer clown movie” (film o morderczych klaunach). Inspirację dla filmu stanowiły statystyki, na jakie natknął się Zombie. Reżyser dowiedział się, że halloween jest dniem w ciągu roku, w którym ludzie nad wyraz często przepadają bez śladu. Do podjęcia prac nad 31 twórcę zmotywowała także wizyta w pałacu strachów o nazwie Great American Nightmare, sygnowanym jego nazwiskiem. Widział w nim pracowników obiektu przebranych za klaunów uzbrojonych w piłę mechaniczną. W lipcu 2014 Zombie wyznał, że planuje nakręcić horror „paskudny, naturalistyczny”, inspirowany kinem powstałym w stylu „guerrilla” (filmy realizowane tą metodą kręcono w sceneriach niestudyjnych, często nielegalnie, przy wsparciu bardzo niskiego nakładu budżetowego).
W obsadzie filmu znalazł się zastęp aktorów regularnie współpracujących z reżyserem. Sheri Moon Zombie, Meg Foster, Judy Geeson, Jeff Daniel Phillips, Torsten Voges i Daniel Roebuck pracowali z Zombie nad horrorem The Lords of Salem (2012). W marcu 2015 serwisy internetowe doniosły, że aktorską załogę 31 zasili Malcolm McDowell (Halloween, Halloween II). Według wstępnych relacji mediów, Bill Moseley i Sid Haig (Dom tysiąca trupów, Bękarty diabła) odrzucili możliwość zagrania w filmie, choć tak naprawdę wcale nie zaproponowano im współpracy. Filmowe efekty specjalne opracował Wayne Toth.
Latem 2014 Zombie przyznał, że film powstanie częściowo z inicjatywy crowdfundingowej witryny internetowej, która pokryje fragmentarycznie koszty produkcji. Jako uzasadnienie swojej decyzji podał „przekształcające się warunki w biznesie filmowym”. Dodał też, że dzięki crowdfundingowi nakręci obraz, który mógłby nie zostać sfinansowany tradycyjną metodą. W lutym 2015 na łamach witryny Fanbacked.com ruszyła druga kampania mająca dofinansować projekt. Uruchomiono ją ze względu na dużą ilość fanów Zombie, którzy chcieli mieć wpływ na realizację filmu swojego idola. Zombie zaczął poszukiwać scenerii, w których nakręciłby 31, już latem 2014. Zdjęcia do filmu miały ruszyć w lutym 2015, lecz rozpoczęły się z miesięcznym opóźnieniem, na początku marca. Okres zdjęciowy zakończył się w kwietniu tego samego roku, po dwudziestu dniach nagrywania materiału. Zombie nazwał 31 „najbrutalniejszym filmem, jaki dotychczas nakręcił”.
W okresie postprodukcji Zombie mocno zaangażował się w promocję 31. W sieci systematycznie pojawiały się fotosy z filmu, a w drugiej połowie września 2015 odbył się specjalny, cichy pokaz nieukończonego jeszcze obrazu. W pierwszym tygodniu stycznia 2016 udostępniono oficjalny plakat reklamujący film.

## Wydanie filmu
Na początku listopada 2015 roku spekulowano, jakoby 31 miał odnotować swoją premierę podczas najbliższego Sundance Film Festival. Przypuszczenia okazały się słuszne, a 23 listopada ogłoszono, że film wszedł do oficjalnej selekcji styczniowej edycji festiwalu. Film wyświetlono 23 stycznia 2016, w trakcie sekcji „Park City at Midnight”. Po premierze festiwalowej dziennikarz tygodnika Variety podał do informacji, że oficjalny dystrybutor, Alchemy, planuje wydać film do kin latem 2016. W istocie komercyjna premiera w Stanach Zjednoczonych odbyła się jednak 16 września 2016; horror ukazał się wówczas w serwisach typu VOD. Zmienił się też dystrybutor, którym została firma Saban Films. Amerykańską premierę internetową poprzedzała rosyjska premiera kinowa, przypadająca na 15 września. 23 września film wydano w Wielkiej Brytanii, a tydzień później, 30 września, w Indonezji. 21 października Saban wydał 31 w wyselekcjonowanych kinach na terenie USA. W Japonii projekt ukazał się 22 października, a w Niemczech – 27 października. W styczniu 2017 roku dystrybuowano film w krajach skandynawskich: Szwecji (premiera DVD/Blu-ray nastąpiła 23 stycznia) oraz Norwegii (premiera kinowa przypadła na 27 stycznia). Poza Sundance, prezentowano 31 na festiwalach w Korei Południowej (Bucheon International Fantastic Film Festival), Irlandii (Horrorthon Festival Dublin), Szwecji (Monsters of Film) i Francji (Paris International Fantastic Film Festival). W Polsce horror nie był pokazywany w kinach, doczekał się za to emisji telewizyjnej. Premierowo wyemitowała go stacja Cinemax 31 marca 2017.

### Kategoria wiekowa
31 trzykrotnie zgłaszany był stowarzyszeniu Motion Picture Association of America (MPAA) w celu przyznania mu odpowiedniej kategorii wiekowej. Rob Zombie ubiegał się o kategorię „R”, według której osoby poniżej 17. roku życia mogą oglądać film jedynie z rodzicem lub pełnoletnim opiekunem. MPAA dwukrotnie jednak nadawało horrorowi kategorię „NC-17”, stanowiącą, że projekt przeznaczony jest jedynie dla osób powyżej 17. roku życia. 5 stycznia 2016 Zombie dopiął swego, a filmowi przyznano satysfakcjonującą go kategorię wiekową.

## Opinie
Redaktor witryny hisnameisdeath.com okrzyknął 31 jednym z najlepszych horrorów 2016 roku, w rankingu uwzględniającym dwadzieścia pięć tytułów przypisując mu miejsce piętnaste. W podobnym notowaniu film wymienili dziennikarze współpracujący z serwisem horrornchill.com.

### Recenzje
Film spotkał się z mieszanym odbiorem wśród krytyków. Agregujący recenzje filmowe serwis Rotten Tomatoes, w oparciu o trzydzieści dwa omówienia, okazał obrazowi 50-procentowe wsparcie (początkowo okazywał wsparcie 56-procentowe, bazując na szesnastu recenzjach). Jako pierwszy recenzję 31 wydał Chris Bumbray, dziennikarz współpracujący z serwisem Joblo.com. Bumbray chwalił reżysera za przedstawienie bohaterów filmu jako „ludzi z krwi kości”, a nie jako grupę „seksownych nastolatków”; z grona aktorów najbardziej docenił Meg Foster. Opiniodawca skwitował 31 mianem „solidnej roboty gatunkowej”, uznał też, że „fani mocnego gore pokochają każdą sekundę filmu”. Dennis Harvey (Variety) stwierdził, że film „wygląda i brzmi dobrze”, lecz jednocześnie krytykował jego nazbyt karykaturalny przebieg wydarzeń oraz „podziurawione” dialogi. Christopher Cushing (ShockTillYouDrop.com) dostrzegł w 31 pastisz takich pozycji, jak The Most Dangerous Game (1932) i Lunapark (1981) Tobiego Hoopera, a w innym tytule Hoopera – Teksańskiej masakrze piłą mechaniczną (1974) – dopatrywał się inspiracji, jakie tchnęły Zombie. Cushing podsumował projekt jako „udany, hołdujący kinu lat wcześniejszych i szybko nakręcony film exploitation”. Matt Oakes z witryny Silver Screen Riot, oceniając horror w skali szkolnej, wydał mu notę „D+”. Oakes negatywnie wypowiedział się na temat „nieokiełznanego mizoginizmu” i „bezsensownej przemocy”, jakimi miał cechować się 31. Albert Nowicki (His Name Is Death) pisał: „Duża to szkoda, że 31 przypomina chwilami najbardziej rozdygotane pozycje nurtu found footage, a niestabilna kamera nie koncentruje się na efektach gore. (...) O mankamentach 31 wspominam z dwóch powodów. Po pierwsze, wymaga tego ode mnie dziennikarska rzetelność. Po wtóre, garść defektów nie czyni nowego filmu Zombie kulawym, a raczej świadczy o bardzo wysokim poziomie poprzednich dzieł reżysera. Jeśli nazwiemy 31 – horror udany, w znacznej mierze wolny od błędów – artystyczną potyczką, stawia to twórcę Bękartów diabła w pozycji mistrza horroru na miarę XXI wieku. Zombie nakręcił film, który pod koniec roku uplasuje się wysoko w notowaniach najlepszych pozycji gatunkowych. Nakręcił film pełen suspensu, straszący nieposkromionym obłędem pomysłowo rozpisanych antybohaterów, cieszący dostateczną dawką praktycznych efektów specjalnych.” Kreacja aktorska Richarda Brake’a, odtwórcy roli elitarnego płatnego zabójcy Doom-Heada, zyskała pozytywne opinie wśród krytyków.

## Kontrowersje
W sierpniu i we wrześniu 2016 roku amerykańskie media donosiły o niepokojących, nagłych objawieniach, a czasem też atakach ze strony osób przebranych za klauny. Mieszkańcy wielu stanów USA informowali policję, że są prześladowani. Dziennikarze, w tym Ben Guarino (The Washington Post), sugerowali, że sytuacje te mogły stanowić nietypową formę promocji filmu 31.

## Nagrody i wyróżnienia
- 2015, Moviepilot Fan Horror Awards:
  - nagroda przyznana w kategorii najbardziej oczekiwany film[43]
- 2016, Fright Meter Awards:
  - nominacja do nagrody Fright Meter w kategorii najlepszy aktor drugoplanowy (wyróżniony: Richard Brake)[4]
  - nominacja do nagrody Fright Meter w kategorii najlepsza charakteryzacja (Wayne Toth)[4]
  - nominacja do nagrody Fright Meter w kategorii najlepsza ścieżka dźwiękowa (Chris Harris, John 5, Bob Marlette, Rob Zombie)[4]
- 2016, BloodGuts UK Horror Awards:
  - nominacja do nagrody BloodGuts UK Horror w kategorii najlepszy aktor (Richard Brake)[4]
  - nominacja do nagrody BloodGuts UK Horror w kategorii najlepsza aktorka drugoplanowa (Meg Foster)[4]
  - nominacja do nagrody BloodGuts UK Horror w kategorii najlepszy aktor drugoplanowy (Malcolm McDowell)[4]
- 2017, Fangoria Chainsaw Awards:
  - nominacja do nagrody Chainsaw w kategorii najlepszy aktor drugoplanowy (Richard Brake)[44][4]